# Kalimineraal

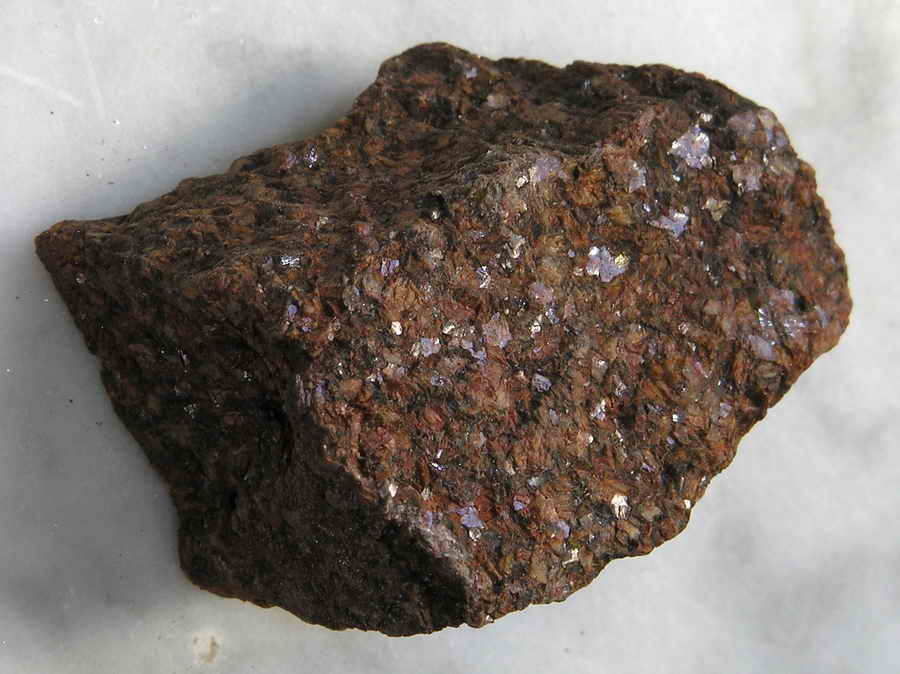
Sylviet (KCl) bevat een zeer hoog gehalte aan kaliumoxide (63,2%).

Kalimineralen zijn mineralen die om hun hoge gehalte aan kalium worden gewonnen. Mineralogisch worden ze tot de haliden en sulfaten gerekend. De belangrijkste kalimineralen zijn sylviet (63,2% K2O), glaseriet (37,5% K2O), leoniet (23,3% K2O), langbeiniet (22,7% K2O), kaïniet (18,9% K2O) en carnalliet (16,9% K2O). Kaïniet en sylviet zijn veelal omzettingsproducten van carnalliet. 
Deze mineralen zijn in de natuur ontstaan door een voortdurende verdamping van steeds weer toevloeiend zeewater, waarbij eerst de sulfaten en vervolgens de chloridevormen tot afzetting kwamen. Meestal komen ze sterk verontreinigd voor met andere zouten: steenzout, kieseriet, polyhaliet en dergelijk meer.
Het type afzetting waar het meeste kalizout uit gewonnen wordt, is van mariene oorsprong. Voorbeelden hiervan zijn de Zechsteinzee, dat eens van Engeland tot de Oeral vrijwel geheel Europa bedekte, en soortgelijke binnenzeeën in de Verenigde Staten en Canada. Een klein deel komt tevens uit afzettingen in zoutmeren in aride gebieden (Californië, Utah, Australië), of direct uit sterk zouthoudend water (Dode Zee).